# Puerta XNOR
| INPUT | INPUT | OUTPUT   |
| A     | B     | A XNOR B |
| 0     | 0     | 1        |
| 0     | 1     | 0        |
| 1     | 0     | 0        |
| 1     | 1     | 1        |

La puerta XNOR (a veces escrita "exnor" o "enor" y  rara vez escrito NXOR) es una puerta lógica digital cuya función es la inversa de la puerta OR exclusiva (XOR). La versión de dos entradas implementa la igualdad lógica, comportándose de acuerdo a la tabla de verdad de la derecha. Una salida ALTA (1) resulta si ambas las entradas a la puerta son las mismas. Si una pero no ambas entradas son altas (1), resulta una salida BAJA (0).

## Símbolos
Hay 2 símbolos para puertas XNOR: el símbolo 'distintivo' y el símbolo "rectangular". Para obtener más información, vea símbolos de puertas lógicas.
La puerta XNOR con entradas A y B implementa la expresión lógica {\displaystyle A\cdot B+{\overline {A}}\cdot {\overline {B}}}={\displaystyle {\overline {A\oplus B}}}.

## Descripción del hardware y configuración de pines
Las puertas XNOR son puertas lógicas básicas, y como tales están disponibles en TTL y familias lógicas de CI CMOS. Las series 4000 de los CI CMOS estándares es el 4077 y el CI TTL es el 74266. Ambos incluyen cuatro XNOR puertas independientes de dos entradas. El diagrama de pinout es como sigue:

Diagrama del fabricante de cuatro puertas XNOR

Este dispositivo está disponible en la mayoría de los fabricantes de semiconductores tales como NXP. Por lo general, disponible tanto en DIP de agujero pasante como en formato SOIC. Las Datasheet (hojas de datos) están disponibles en la mayoría de las bases de datos de Datasheet. El DIL es un paquete dual en línea y el SIL es un paquete individual en línea.

### Alternativas
En caso de no estar disponibles puertas XNOR específicas, se puede hacer de cuatro puertas NOR o cinco puertas NAND en las configuraciones que se muestran a continuación. De hecho, cualquier puerta lógica se puede hacer de combinaciones de solo puertas NAND o solo puertas NOR.